# مادر یوآنای فرشتگان
مادر یوآنای فرشتگان (لهستانی: Matka Joanna od Aniołów) یا شیطان و راهبه (به انگلیسی: The Devil and the Nun) یک فیلم درام لهستانی به کارگردانی یژی کاوالروویچ محصول سال ۱۹۶۱ است. از بازیگران آن می‌توان به لوتسینا وینیتسکا، ماگدا تِـرِسا وویچیک و فرانچیشک پیچکا اشاره کرد. این فیلم جایزه هیئت داوران جشنواره فیلم کن ۱۹۶۱ را برد.

## خلاصه فیلم
یک پدر کشیش قدیمی ، پدر جوزف باعث می شود که راهی صومعه شود ، و در آنجا شیاطین را بیرون خواهد آورد ، زندانیان جذاب این صومعه را جذاب می کند و مهمتر از همه - مادر عالی جوآن. با این وجود ، پدر جوزف کمی بیشتر با مادر جوآن کار می کند ، بیشتر می فهمد که او به تنهایی در انرژی شیاطین بود.